# La viuda de Saint-Pierre
La viuda de Saint-Pierre es una película francesa dirigida por Patrice Leconte, la primera película en la que actúa el director de cine Emir Kusturica, famoso por su controvertido filme Underground.

## Ficha artística

### Actores principales
- Juliette Binoche (Pauline - mujer de Jean)
- Daniel Auteuil (Jean -El Capitán-)
- Emir Kusturica (Ariel Neel Auguste)
- Michel Duchaussoy (gobernador)
- Philippe Magnan (Presidente Venot)
- Christian Charmetant (Secretario Oficial)
- Maurice Chevit (padre del gobernador)

## Argumento
En la isla francesa de Saint Pierre (frente a las costas de Canadá), Neel, el culpable de un salvaje asesinato es condenado a la guillotina. Ésta ha de ser traída desde la isla caribeña de la Martinica, por lo que tardará mucho tiempo en llegar. Mientras tanto, bajo la custodia del Capitán Jean, y gracias a la mujer de éste, Neel se hace bastante popular e indispensable en la isla.